# Capitani coraggiosi (programma televisivo)
Capitani coraggiosi è stato un evento musicale televisivo di Claudio Baglioni e Gianni Morandi svoltosi al Centrale Live del Foro Italico di Roma il 6 e 7 ottobre 2015 e trasmesso in diretta in prima serata su Rai 1 e in contemporanea in alta definizione su Rai HD. È la trasposizione televisiva dell'omonima e fortunata serie di 10 serate (+2 per la diretta televisiva) tenutesi a fine settembre 2015 (nella medesima location) e segue il sempre omonimo singolo Capitani coraggiosi.
Il programma è riproposto in replica, sempre in prima serata su Rai 1, il 9 e il 16 giugno 2017.

## Scaletta

### Prima serata
- Capitani coraggiosi -  duetto di Gianni Morandi e Claudio Baglioni
- Io sono qui -  duetto di Gianni Morandi e Claudio Baglioni
- Scende la pioggia -  duetto di Gianni Morandi e Claudio Baglioni
- E tu come stai? -  duetto di Gianni Morandi e Claudio Baglioni
- Se perdo anche te -  duetto di Gianni Morandi e Claudio Baglioni
- Grazie perché - Gianni Morandi
- Con tutto l'amore che posso - Claudio Baglioni
- E adesso la pubblicità - Claudio Baglioni
- Banane e lampone  - Gianni Morandi
- Al bar si muore - Gianni Morandi e Claudio Baglioni con Neri Marcorè e Geppi Cucciari
- La fisarmonica - Gianni Morandi
- Solo - Claudio Baglioni
- Chimera - Gianni Morandi e Claudio Baglioni
- Amore bello - Claudio Baglioni
- In ginocchio da te - Gianni Morandi
- Questo piccolo grande amore - duetto di Claudio Baglioni e Gianni Morandi
- Io me ne andrei - Claudio Baglioni
- Dov'è dov'è - Claudio Baglioni e Gianni Morandi con J-Ax e Fedez
- Canzoni stonate - Gianni Morandi
- Sabato pomeriggio - Gianni Morandi
- Se non avessi più te - duetto di Gianni Morandi e Claudio Baglioni
- Quanto ti voglio - Claudio Baglioni
- Vita - Gianni Morandi
- Strada facendo - duetto di Claudio Baglioni e Gianni Morandi
- C'era un ragazzo che come me amava i Beatles e i Rolling Stones - duetto di Gianni Morandi e Claudio Baglioni

### Seconda serata
- Strada facendo - duetto di Claudio Baglioni e Gianni Morandi
- C'era un ragazzo che come me amava i Beatles e i Rolling Stones - duetto di Gianni Morandi e Claudio Baglioni
- Signora Lia/ Andavo a 100 all'ora/ W l'Inghilterra/ Fatti mandare dalla mamma/ Porta Portese - duetto tra il pubblico di Claudio Baglioni e Gianni Morandi
- Occhi di ragazza - duetto di Gianni Morandi e Claudio Baglioni
- Dagli il via - duetto di Claudio Baglioni e Gianni Morandi
- Varietà -  duetto di Gianni Morandi e Claudio Baglioni
- Poster - Claudio Baglioni
- In amore - Gianni Morandi
- Solo insieme saremo felici - Gianni Morandi
- Un mondo d'amore - duetto di Gianni Morandi e Claudio Baglioni
- Sei forte papà - Gianni Morandi e Claudio Baglioni con Fabio Fazio e Luciana Littizzetto
- Ho visto un film (Here's to you) [The Ballad of Nick & Bart] - Gianni Morandi e Claudio Baglioni con Fabio Fazio e Luciana Littizzetto
- Non son degno di te - Claudio Baglioni
- Avrai - duetto di Claudio Baglioni e Gianni Morandi
- E tu - duetto di Claudio Baglioni e Gianni Morandi
- Ma chi se ne importa - Gianni Morandi e Claudio Baglioni con Emma Marrone ed Elisa
- Si può dare di più - Gianni Morandi e Claudio Baglioni con Emma Marrone ed Elisa
- Notte di note, note di notte - Claudio Baglioni
- Noi no - duetto di Claudio Baglioni e Gianni Morandi
- Bella signora - duetto di Gianni Morandi e Claudio Baglioni
- Via - duetto di Claudio Baglioni e Gianni Morandi
- Mille giorni di te e di me - Claudio Baglioni
- Uno su mille - Gianni Morandi
- La vita è adesso - Claudio Baglioni e Gianni Morandi
- Il mondo cambierà - Gianni Morandi
- Buona fortuna - Claudio Baglioni
- Questo piccolo grande amore - duetto di Claudio Baglioni e Gianni Morandi

## Ospiti
Prima serata
- Neri Marcorè
- Geppi Cucciari
- J-Ax
- Fedez

Seconda serata
- Fabio Fazio
- Luciana Littizzetto
- Emma Marrone
- Elisa

## Ascolti
| Puntata | Messa in onda  | Telespettatori | Share  |
| ------- | -------------- | -------------- | ------ |
| 1       | 6 ottobre 2015 | 4 773 000      | 20,20% |
| 2       | 7 ottobre 2015 | 4 868 000      | 21,82% |
| Media   | Media          | 4 820 000      | 21,01% |

## Programmi televisivi correlati
Aspettando Capitani coraggiosi
Trasmesso su Rai 1 il 29 giugno 2015 in access prime time, Morandi e Baglioni presentano al pubblico il loro progetto collaborativo e viene mostrato in anteprima il videoclip del singolo Capitani coraggiosi diretto da Gaetano Morbioli.
Oltre la pioggia - Speciale Capitani coraggiosi
Trasmesso su Rai 1 il 26 dicembre 2015 in seconda serata, il programma è stato registrato durante le prove delle serate evento del 6 e 7 ottobre, di cui vengono mostrati momenti inediti di "dietro le quinte".